# Dekanat piekoszowski
Dekanat piekoszowski – jeden z 33 dekanatów rzymskokatolickiej diecezji kieleckiej. Tworzy go 9 parafii:
- Chełmce – pw. św. Marii Magdaleny i św. Mikołaja b. w.
- Ćmińsk – pw. Trójcy Świętej
- Jaworznia Fabryczna – pw. św. Marty
- Łosień – pw. Macierzyństwa Najświętszej Maryi Panny
- Piekoszów – pw. Narodzenia NMP
- Rykoszyn – pw. św. Maksymiliana Marii Kolbego
- Strawczyn – pw. Wniebowzięcia NMP
- Szczukowice – pw. św. s. Faustyny Kowalskiej
- Wierna Rzeka – pw. Najświętszego Serca Jezusa